# Gnojarzowate

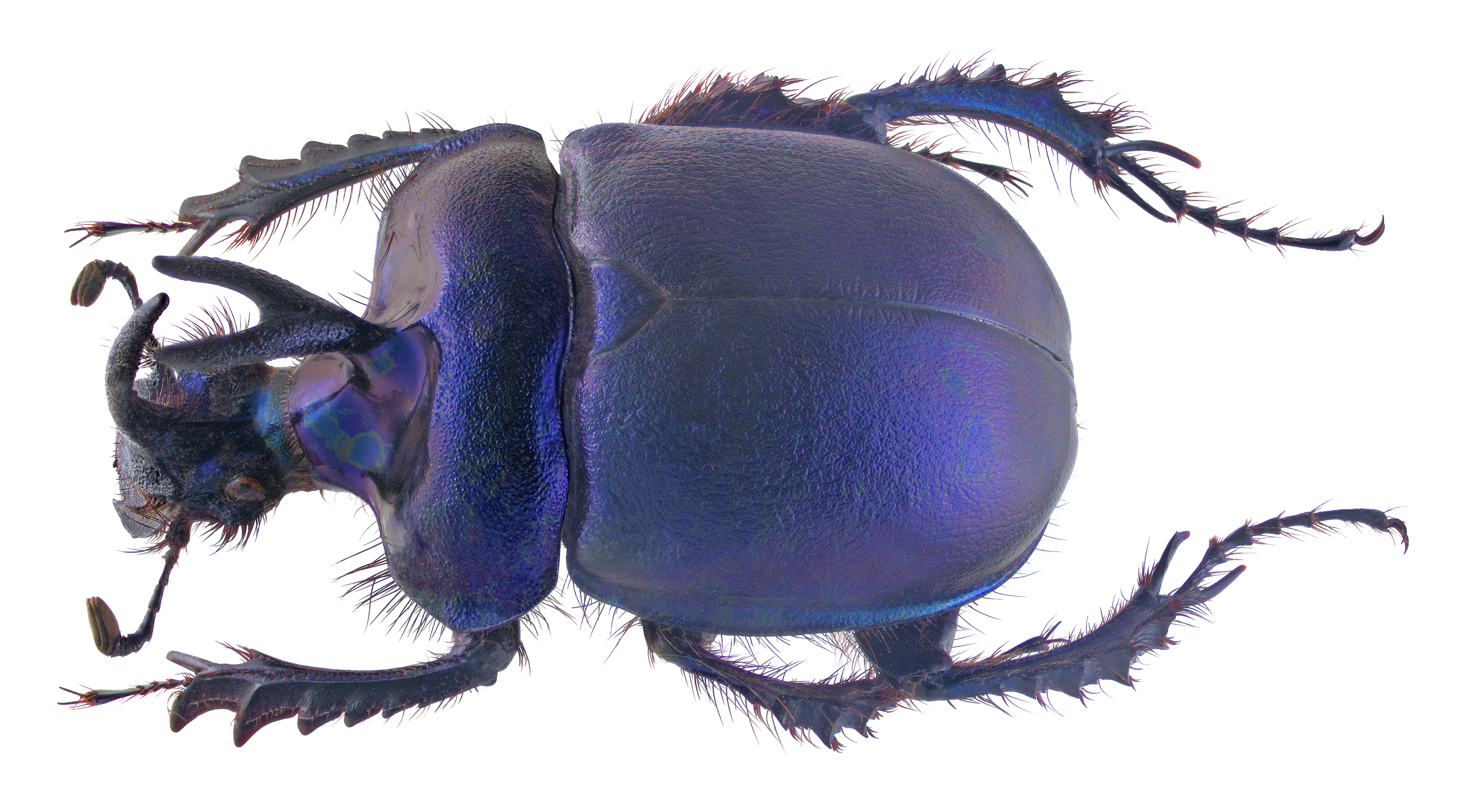
Enoplotrupes sharpi

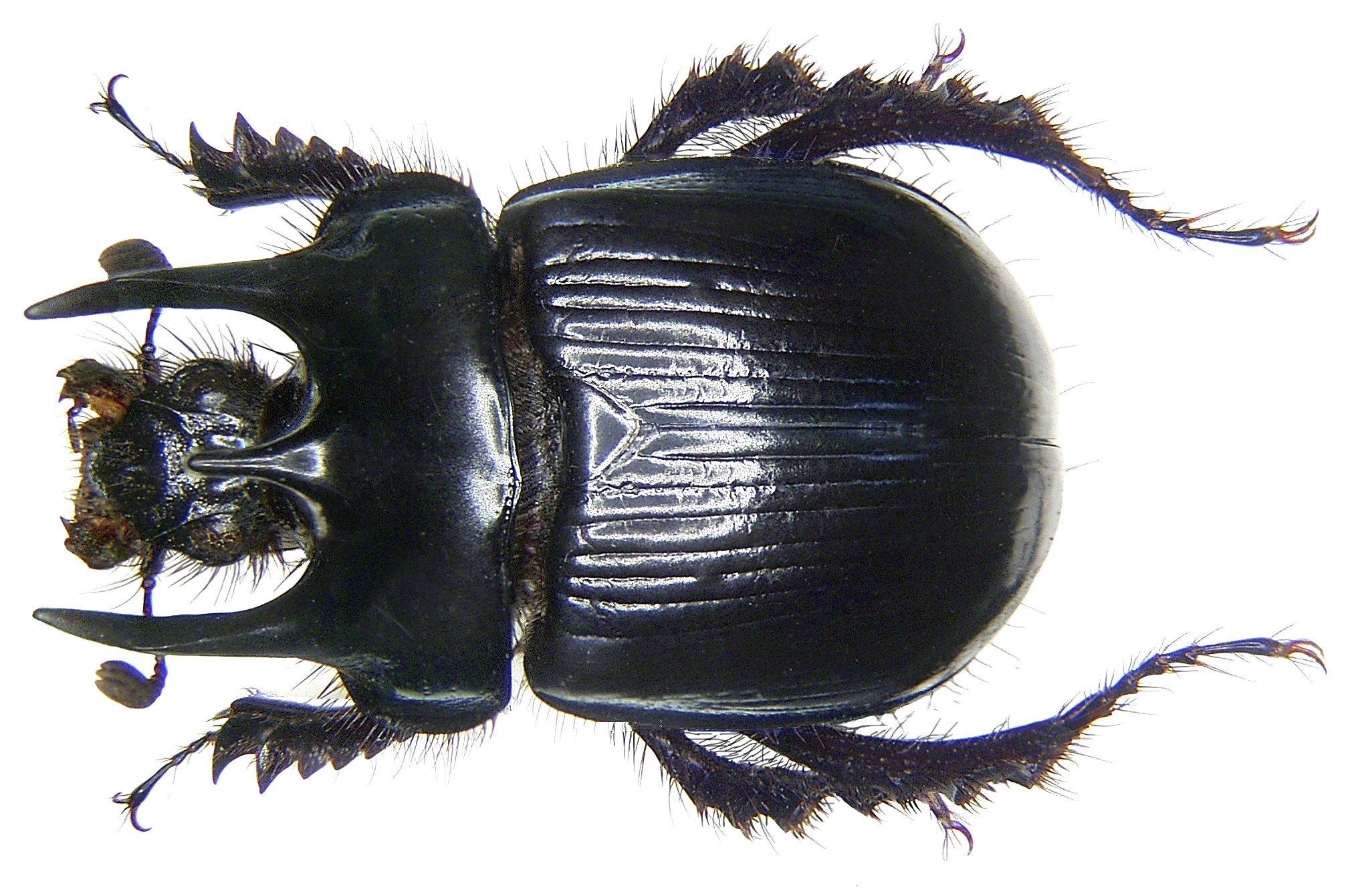
Samiec bycznika

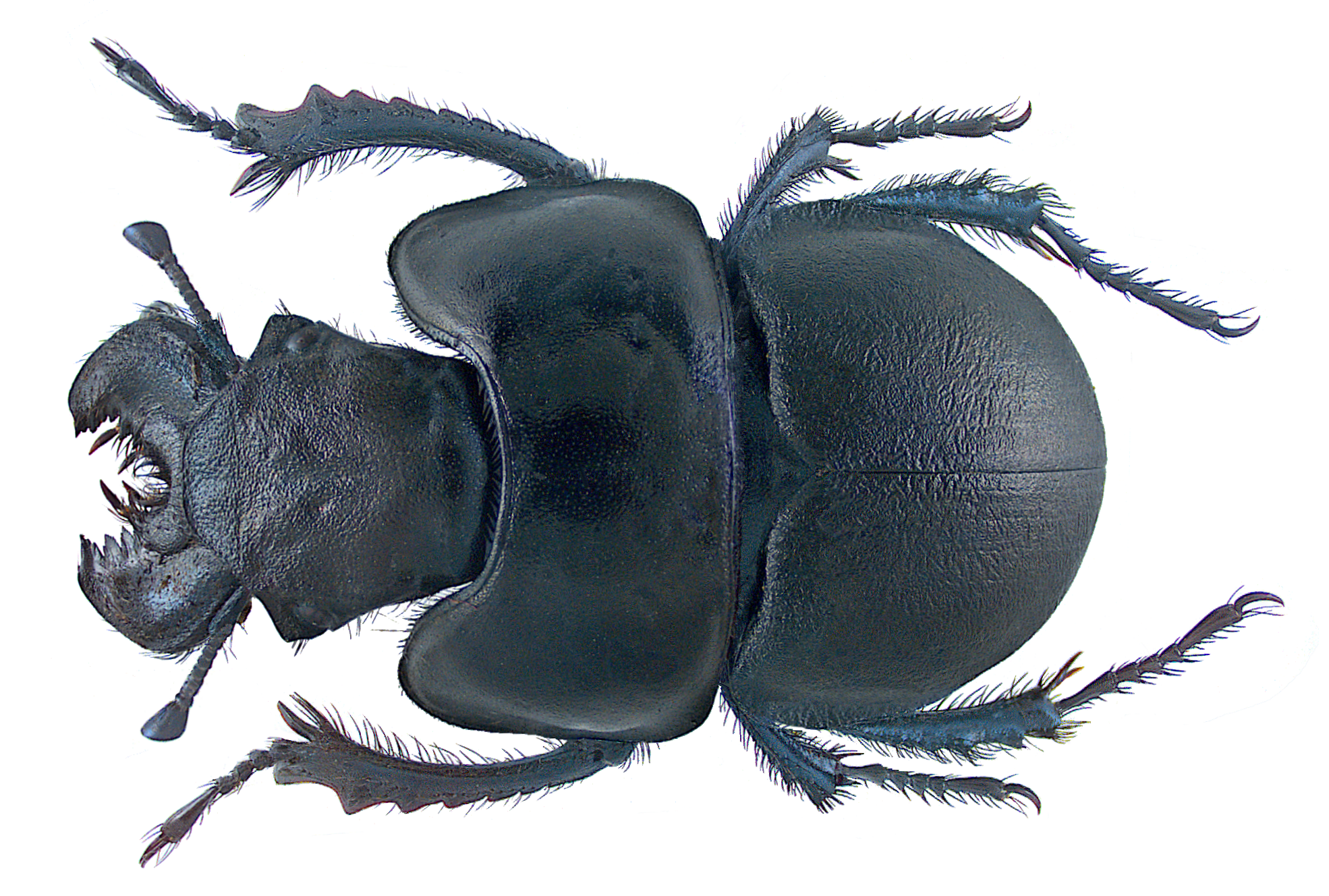
Samiec krawca głowacza

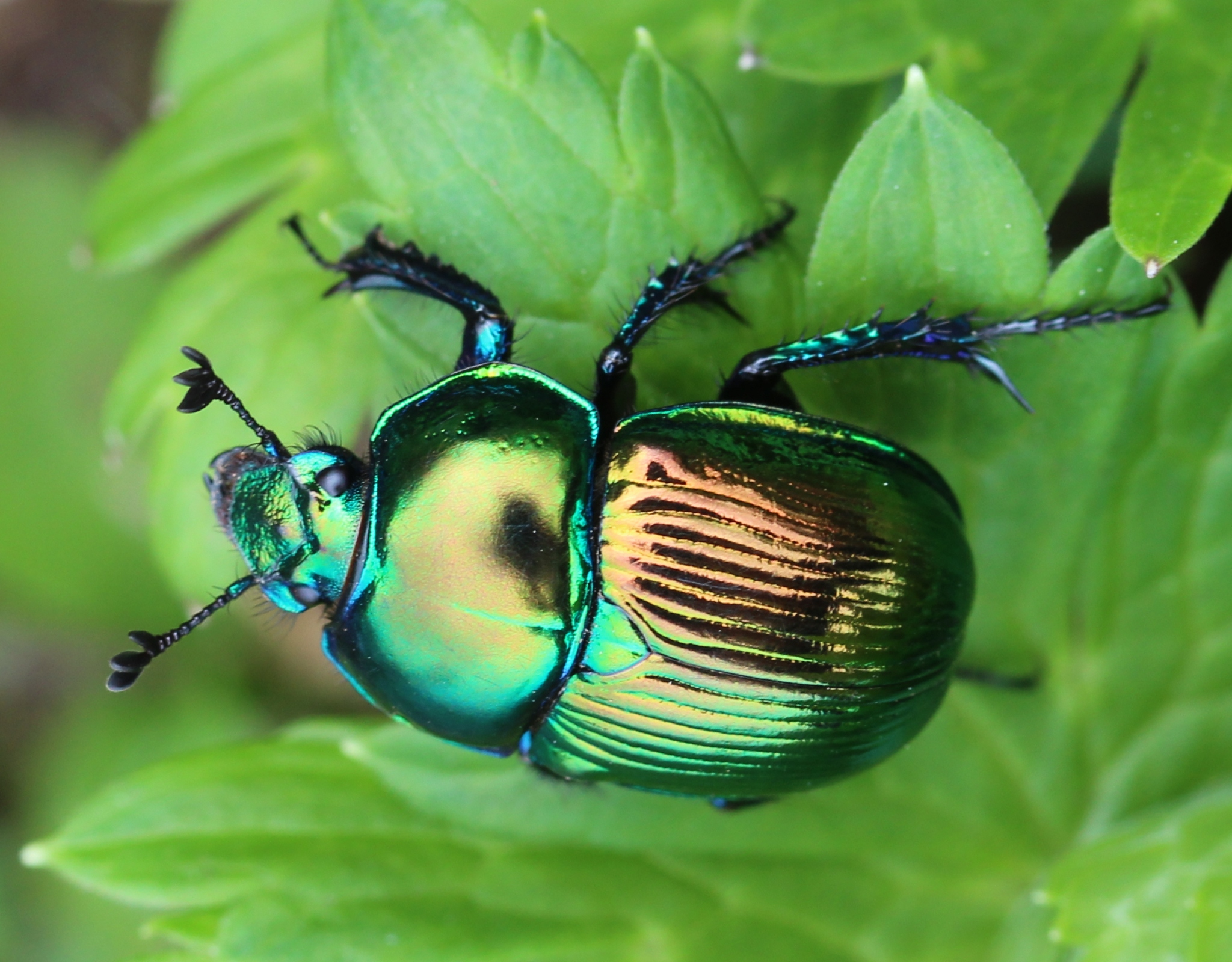
Żuk pastwiskowy

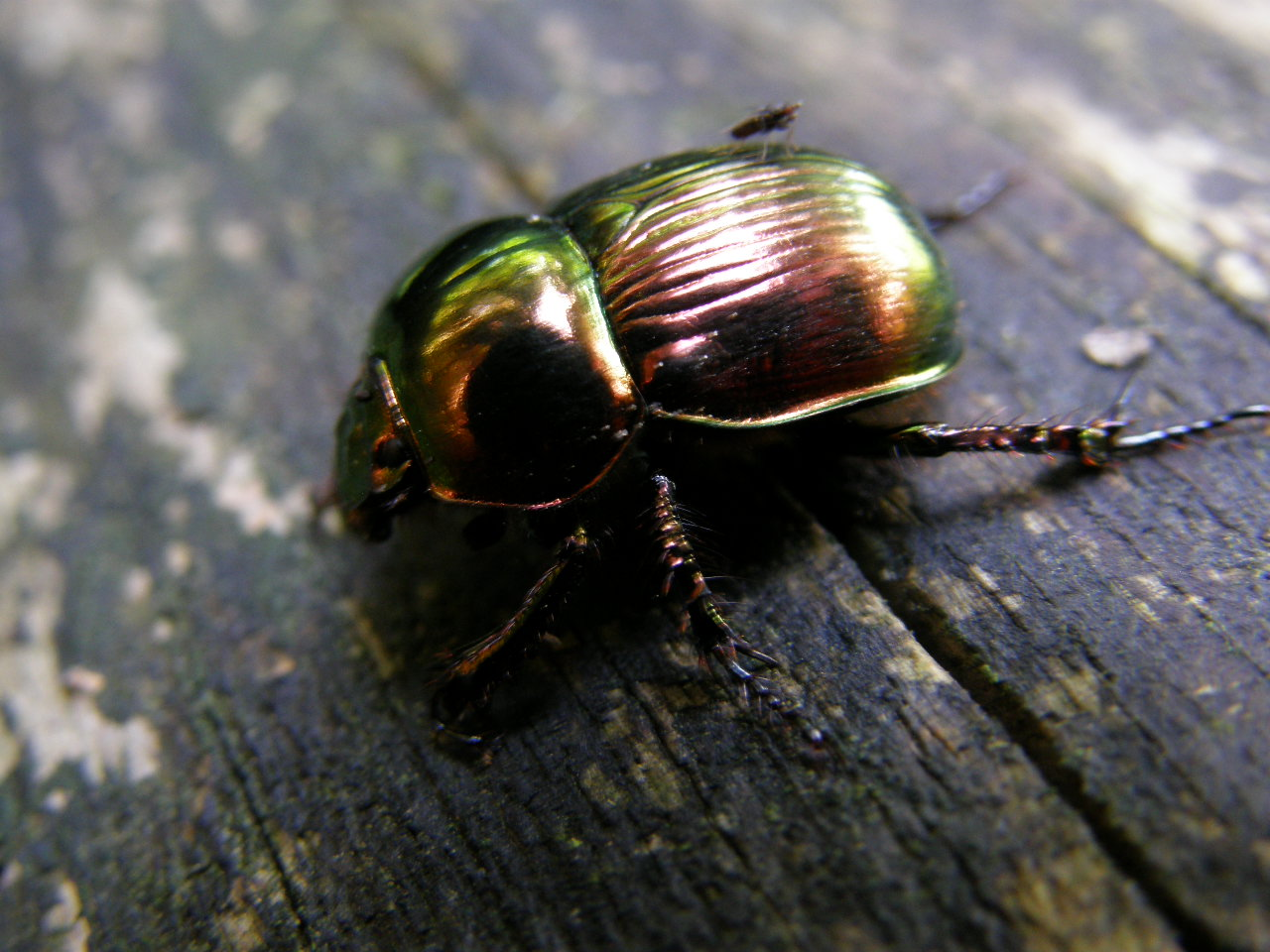
Phelotrupes laevistriatus

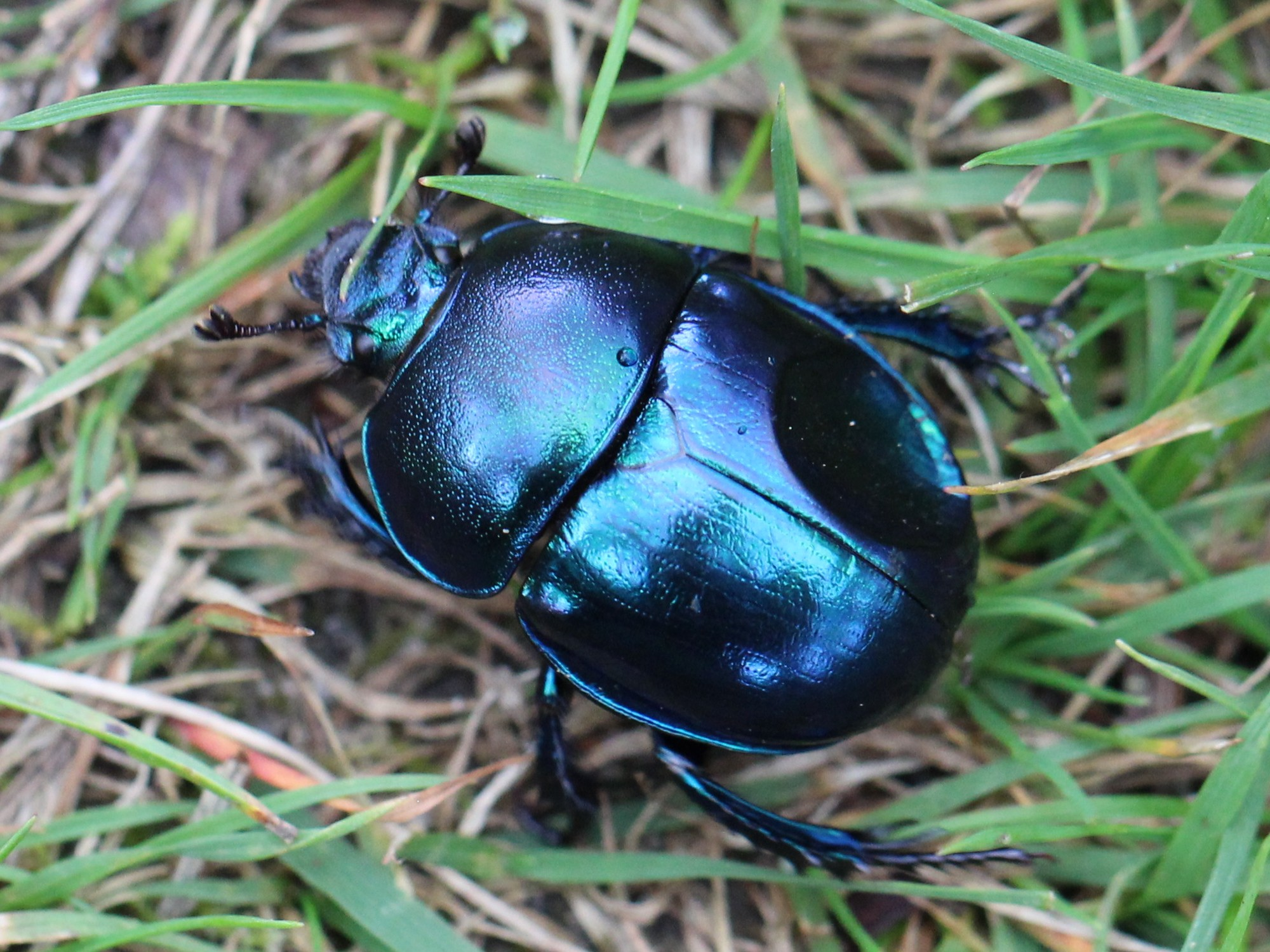
Żuk wiosenny

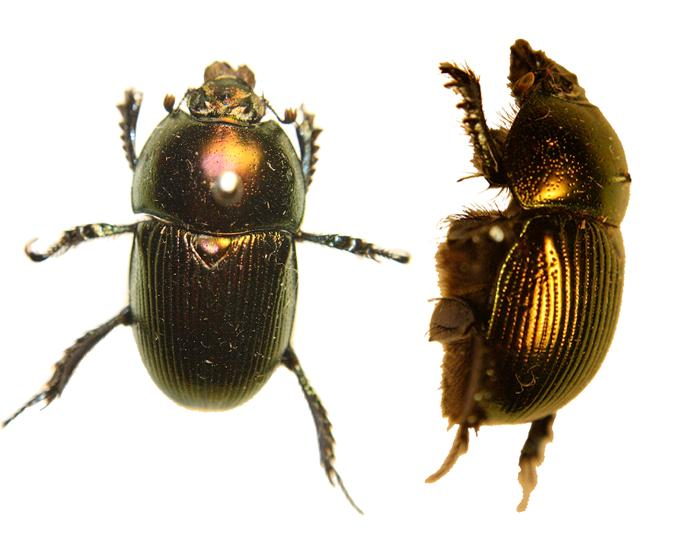
Cnemotrupes splendidus

Gnojarzowate (Geotrupidae) – rodzina chrząszczy z podrzędu wielożernych i nadrodziny żuków. Obejmuje około 340 opisanych gatunków. Zamieszkują głównie Holarktykę i południe krainy neotropikalnej; zawleczone zostały do Australii. Większość jest koprofagiczna; rzadsza jest mykofagia czy fitofagia. Larwy rozwijają się w glebie, żerując na materiałach zgromadzonych przez rodziców. W zapisie kopalnym znane są od tytonu w jurze.

## Morfologia

### Owad dorosły
Ciało tych chrząszczy osiąga długość od 10 do 45 mm. Ubarwienie może być rozmaite: czarne, brunatne, brązowe, fioletowe, niebieskie, zielone, czerwonawe czy złociste. Często występuje metaliczny połysk. Oskórek jest silnie zesklerotyzowany.
Głowa ma nadustek zrośnięty z czołem i wysunięte ku przodowi, widoczne od góry narządy gębowe. Zbudowane z dobrze wykształconych omatidiów (eukoniczne) oczy złożone są u Geotrupinae całkowicie, a u pozostałych podrodzin częściowo podzielone występem policzka zwanym canthus. Zaokrąglone nadgębie ma u Lethrini przednią krawędź wciętą pośrodku, a u pozostałych grup prostą. Czułki u Geotrupinae zbudowane z 10, a u pozostałych podrodzin z 11 członów. W obu przypadkach wieńczy je trójczłonowa buławka. Żuwaczki u większości grup zaopatrzone są w pośrodkową szczoteczkę, część błoniastą i mają wydłużony wierzchołek z dwoma ząbkami. Inaczej jest u Lethrini, u których to są one silnie zeklerotyzowane, mają żebrowato urzeźbione powierzchnie molarne i wykazują dymorfizm płciowy, będąc większymi u samców.
Głaszczki szczękowe są czteroczłonowe. Szczęki Lethrini są silnie zmodyfikowane celem pełnienia funkcji żującej. Autapomorficzny charakter ma odrębność przedbródka od bródki.
Przedplecze jest poprzeczne, niemal zawsze punktowane, po bokach, a rzadziej na innych krawędziach obrzeżone listewką, niekiedy wyposażone w rogi. Między nasadami pokryw widoczna jest tarczka. Druga para skrzydeł charakteryzuje się nasadą z grzbietowo-odsiebnym żeberkiem drugiego sklerytu aksillarnego mającym zakrzywiony wierzchołek i wydłużony odcinek przedni. Użyłkowanie skrzydeł tej pary odznacza się obecnością żyłki wzmacniającej ScA-BR odchodzącego od pierwszej płytki nasadowej. Wymienione cechy nasady i użyłkowania tylnych skrzydeł są autapomorfiami gnojarzowatych. U większości grup przetchlinki śródtułowia wykazują specjalizację. Odnóża mają pięcioczłonowe stopy wyposażone w dobrze rozwinięte empodia.
Odwłok jest krótki i ma funkcjonalne przetchlinki na segmentach od pierwszego do ósmego; te na pierwszym mogą być położone na sternum lub na błonie pleuralnej, te na segmentach od drugiego do siódmego leżą na błonach pleuralnych, a te na ósmym na owych błonach lub na tergum. Wszystkie zwoje nerwowe odwłoka zlane są ze zwojem zatułowiowym, który częściowo zlany jest ze zwojem śródtułowiowym. Narządy rozrodcze samców mają dobrze rozwiniętą kapsułę genitalną i wywracalny, uzbrojony, nieuzbrojony lub owłosiony endofallus. Samice mają narządy rozrodcze pozbawione gonostylusów i z sześcioma owariolami w jajniku.

### Larwa
Larwami są pędraki o szerokim ciele wygiętym w kształt litery „C”. Wszystkie segmenty tułowia oraz segmenty odwłoka do szóstego włącznie mają na stronie grzbietowej bruzdę dzielącą je dwie części. Głowa ma symetrycznie zbudowaną puszkę głowową, symetryczny lub asymetryczny nadustek, trójpłatową wargę górną oraz trójczłonowe i pozbawione dużych narządów zmysłowych czułki. Nie występują oczka larwalne. Szczęki mają żuwki zewnętrzną i wewnętrzną wyraźnie oddzielone. Niesymetryczne żuwaczki zaopatrzone są w wyrostki brzuszne, natomiast pozbawione brzusznych rejonów strydulacyjnych – zamiast nich strydulacji służą krętarze zredukowanych tylnych odnóży. Odwłok buduje dziesięć segmentów, z których dziewięć ma po parze sitkowatych przetchlinek, a ostatni zaopatrzony jest w rzędy szczecinek i poprzeczny odbyt.

## Biologia i ekologia
Gnojarzowate zasiedlają lasy, polany, lasostepy, pastwiska, łąki, pola i stepy. Często są ciepłolubne i wybierają stanowiska nasłonecznione.
Wykazują daleko posuniętą troskę o potomstwo. Oboje rodzice kopią podziemne nory i gniazda, w których umieszczają pokarm dla larw. W przypadku większości grup są nim odchody zwierząt (koprofagia), zwłaszcza roślinożerców, rzadziej grzyby (mykofagia) lub humus. U Lethrini pokarmem jest uprzednio przeżuty za pomocą żuwaczek i zmodyfikowanych szczęk świeży materiał roślinny. Liczne gatunki do nawigacji między norką a źródłem pożywienia wykorzystują światło słońca, księżyca lub gwiazd, w tym jego polaryzację. Badania nad wykorzystywaniem przez Lethrini Drogi Mlecznej w astronawigacji doczekały się w 2013 roku wyróżnienia Nagrodą Ig Nobla.
Kariotyp tych chrząszczy to 2n = 22. Najpowszechniejszym systemem determinacji płci jest wśród nich XY.

## Rozprzestrzenienie
Geotrupinae zamieszkują głównie państwo holarktyczne, aczkolwiek zawleczone zostały do Australii. Taurocerastinae zamieszkują południe krainy neotropikalnej (Argentynę i Chile).
W Polsce występuje 7 gatunków z 5 rodzajów (zobacz: gnojarzowate Polski). 3 z nich zostały umieszczone na Czerwonej liście zwierząt ginących i zagrożonych w Polsce: krawiec głowacz jako krytycznie zagrożony, żuk zmienny jako narażony i bycznik jako bliski zagrożenia.

## Taksonomia
Takson ten dawniej umieszczany był w randze podrodziny w obrębie rodziny żukowatych, w grupie podrodzin laparosticti. Jako odrębną rodzinę w prezentowanym poniżej sensie zdefiniowali go w 1996 roku D. Jonathan Browne i Clarke Scholtz.
Do rodziny gnojarzowatych należy około 340 opisanych gatunków, zgrupowanych w niespełna 50 rodzajach. Ich podział do rangi plemienia przedstawia się następująco:
- podrodzina: Taurocerastinae Germain, 1897
- podrodzina: Geotrupinae Latreille, 1802
  - plemię: Ceratotrupini Zunino, 1984
  - plemię: Enoplotrupini Paulian, 1945
  - plemię: †Cretogeotrupini Nikolajev, 1996
  - plemię: Geotrupini Latreille, 1802
  - plemię: Lethrini Oken, 1843

Część autorów w skład gnojarzowatych włącza również Bolboceratidae w randze podrodziny, podczas gdy inni traktują jako odrębną rodzinę (tak postąpiono w tymże artykule).
W zapisie kopalnym gnojarzowate znane są od tytonu w jurze, z którego to pochodzą skamieniałości Geotrupoides lithographicus.

## Znaczenie
Chrząszcze te kopiąc nory i chodniki odgrywają dużą rolę w spulchnianiu, przewietrzaniu i zwiększaniu przesiąkliwości gleby. Dokonują tego m.in. na stanowiskach suchych, gdzie niewiele jest np. dżdżownicowatych. Ponadto biorą udział w naturalnym nawożeniu, rozprowadzając odchody w glebie, nawet na dużej głębokości.
Dorosłe niektórych gatunków żuków z rodzaju Geotrupes mają pewne znaczenie w entomologii sądowej. Bywają wabione do padliny zapachem zgnilizny i, jako że preferują gleby piaszczyste, ich obecność na zwłokach w przypadku innego podłoża wskazywać może, że te były przemieszczane.